# Träume von Freiheit. Romantik in Russland und Deutschland
Träume von Freiheit. Romantik in Russland und Deutschland ist eine deutsch-russische Kunstausstellung, die 2021 in der Moskauer Tretjakow-Galerie eröffnet und anschließend als Wanderausstellung im Albertinum Dresden fortgesetzt wurde. Sie zeigt hauptsächlich Gemälde der bedeutendsten Künstler beider Länder aus der Romantik.

## Inhalt
Die Ausstellung präsentiert Gemälde und andere Kunstwerke aus der Epoche der Romantik, welche den Wunsch ihrer Urheber nach Freiheit ausdrücken sollen. Sie stammen sowohl von Künstlern aus Russland als auch solchen aus Deutschland. Zu den russischen Künstlern gehören Alexei Wenezianow, Alexander Iwanow und Maxim Worobjow; zu den deutschen Caspar David Friedrich und Carl Gustav Carus. Es sind hauptsächlich Werke aus der ersten Hälfte des 19. Jahrhunderts enthalten, aber auch solche zeitgenössischer Künstler wie Susan Philipsz, Boris Mikhailov, Marlene Dumas, Wolfgang Tillmans und Nikolaj Polisski.

## Entstehung
Die Ausstellung wurde von einem Team aus deutschen Kuratoren der Staatlichen Kunstsammlungen Dresden und von russischen Kuratoren der Tretjakow-Galerie konzipiert. In Presseberichten wurde auf die Einzigartigkeit des Kooperationsprojektes hingewiesen, denn ein ähnliches Projekt zur Vereinigung von deutscher und russischer Kultur habe es noch nie zuvor gegeben.
Die architektonische Gestaltung der Ausstellungsräume stammt von Daniel Libeskind.
Für den in der Tretjakow-Galerie gezeigten Teil der Ausstellung wurden 64 Kunstwerke aus Dresden nach Moskau gebracht. 70 weitere Werke stammen aus russischen Sammlungen, hinzu kamen Leihgaben aus deutschen und russischen Sammlungen, unter anderem von der Eremitage in St. Petersburg.
Für den im Albertinum gezeigten Teil der Ausstellung brachte man mehr als 50 Leihgaben aus der Tretjakow-Galerie nach Dresden; Leihgaben kamen zudem aus dem Moskauer Puschkin-Museum, der Hamburger Kunsthalle, der Berliner Alten Nationalgalerie und dem Novalis-Museum in Oberwiederstedt. Zumindest der in Dresden gezeigte Teil der Ausstellung wurde gefördert von der Kulturstiftung der Länder, dem Auswärtigen Amt, der Initiative Deutschlandjahr in Russland, der Sparkassen-Finanzgruppe und der Art Science and Sport Foundation.

## Präsentationszeiträume
Die erste Station der Ausstellung wurde in der Tretjakow-Galerie in Moskau am 22. April 2021 eröffnet und dauerte bis zum 8. August 2021. Die zweite Station der Ausstellung begann im Albertinum in Dresden am 2. Oktober 2021, als Ende war der 6. Februar 2022 geplant. Ab dem 22. November 2021 blieb das Museum mit der Ausstellung aber wegen einer Notfallverordnung zur Bekämpfung der COVID-19-Pandemie geschlossen.

## Rezeption
Der Moskauer Teil der Ausstellung wurde von Medien als Höhepunkt des Kultur-Austauschjahres Deutschlandjahr in Russland wahrgenommen, aber auch als Kritik am zunehmend autoritären Regierungsstil Russlands verstanden.
In der FAZ hob der Journalist Stefan Trinks die Auswahl der Künstler, deren Werke in der Dresdner Ausstellung gezeigt werden, als die „Crème de la Crème“ der Romantik hervor. Mit Blick auf aktuelle staatliche Repressionen Russlands betonte er zudem, dass Träume von Freiheit nur in unfreien Systemen entstünden, wie sie deutsche und russische Romantiker einst zu durchleiden hatten, und, dass solche Leiden in der Ausstellung mitnichten unkritisch ausgeklammert würden, sondern breiten Raum erhielten. Aus den vielen „unstillbaren Träumen von Freiheit“ entstünden „unsterbliche Kunstwerke, die uns heute noch angehen“.
Auch Autoren anderer Medien verstanden und priesen die Ausstellung unter Bezugnahme auf die Gegenwart. Ingeborg Ruthe von der Frankfurter Rundschau etwa meinte mit Blick auf Caspar David Friedrichs Bildsprache: „So als deklamiere jemand Hölderlins ‚Grazie der göttlichen Natur‘, derweil in Maxim Worobjows ‚Unwetter‘ der Blitz gerade eine Eiche spaltet. Welche ein Gleichnis für den Zustand der Welt. Bis heute.“